# Albert Liedbeck
Carl Albert Liedbeck, född 28 december 1881 i Övre Ulleruds församling, Värmlands län, död 26 april 1955 i Jakobs församling, Stockholm, var en svensk målare och konservator. 

Han var gift med Esther Bachman. Efter konststudier i Stockholm och några år i Paris var han verksam som målare och konservator. Han hade separatutställningar i Karlstad, Göteborg och Linköping 1942 och i Malmö 1943.
Hans konst består av porträtt, stilleben och landskap. Han specialitet var att måla vapen och metallföremål.